# Famille de Seguins
La famille de Seguins olim Seguins est une famille subsistante de la noblesse française, d'ancienne extraction, originaire du Comtat Venaissin. Elle a formé plusieurs branches, dont deux sont subsistantes : Seguins-Cohorn de Vassieux et Seguins-Pazzis d'Aubignan.

## Origine
La famille provençale de Seguins a une filiation prouvée qui remonte selon les sources à 1387 ou à 1409,, avec Jacques Seguins, qualifié damoiseau, conseiller de l'ordre des nobles de Tarascon puis consul et syndic de cette ville, allié à Phanette Vernerie.

## Histoire
Le petit-fils de Jacques Seguins, Antoine Seguins, vivant en 1480, eut de Catherine Cayx :
1. Raymond, auteur de la branche de Saint-Marcelin, éteinte en 1604 ;
2. Girard, auteur de la branche de Mirmande, éteinte ;
3. Bertrand, auteur de la branche de Blacous, éteinte au début du XVIIe siècle ;
4. Gabriel, marié 1) en 1516 à Madeleine de Blégiers ou  Marguerite de La Sale, puis en 1521 à Catherine d'Audri dont:
  1. Jean, auteur de la branche de Vassieux
  2. François, auteur de la branche de Pazzis-d'Aubignan.
5. Jean, auteur de la branche de Saint-Romain, éteinte au début du XVIIIe siècle ;
6. Richard, dont le descendant, Charles, seigneur de Piégon épousa en 1598 Catherine de Cabassole qui lui donna :
  1. Thomas, auteur de la branche de Cabassole, créée marquis de Cabassole par bref pontifical de 1709, éteinte en 1844 ;
  2. Gabriel, auteur de la branche de Piégon qui fit ses preuves pour les Écoles militaires en 1772, 1774 et 1779, comparut à l'assemblée de la noblesse de Touraine en 1789 et s'éteignit en 1850 par les mâles, en 1868 par les femmes.

Henri Jougla de Morenas (notice 31.617) rapporte que l'Armorial général de France (Guyenne) donne les armes d'une famille Seguin, en Guyenne, qui sont : « D'or à une huppe d'azur surmontée de trois croissants de même rangés en chef ». On trouve en effet dans l'Armorial Général (Guyenne) ces armes attribuées à Pierre Seguin, bourgeois et citoyen de la ville de Bordeaux.

## Branche de Seguin-Cohorn de Vassieux
Henri Jougla de Morenas donne la généalogie suivante de cette branche :
- Jacques de Seguins (1673- 1757), dit le « marquis de Vassieux ». Marié avec Catherine de Queiras de La Broussière, dont :
  - Joseph-Marie-Claude de Seguins, dit le « marquis de Vassieux », marié en 1729 avec Ursule de Guerin, dont :
    - Alexandre Jean-Jacques de Seguins (1733-1780) dit le « marquis de Vassieux », marié en 1767 avec Catherine des Isnards.
      - Alexandre Joseph de Seguins (v 1769-?) dit le « marquis de Vassieux », marié en 1803 avec Flavie de Cohorn de la Palun, dont :
        - Edmond de Séguins, dit le « marquis de Vassieux », qui demanda en 1858 à ajouter à son nom celui de sa mère (Cohorn)[3], marié en 1838 avec Charlotte de Froment-Fromentès de Castille, dont :
          - Alexandre de Séguins-Cohorn de Vassieux, né en 1853, qui continua.

Cette branche possédait le fief de Vassieux depuis 1589.

## Branche de Seguins-Pazzis d'Aubignan
Henri Jougla de Morenas donne la généalogie suivante de cette branche :
- Paul-Dominique de Seguins-Pazzis (ca1637 - ca 1717) prit le nom et les armes des Pazzis, après avoir hérité de son oncle maternel François de Panisse-Pazzis, marquis d'Aubignan, décédé sans postérité en 1685, et devint marquis d'Aubignan[3], marié en 1664 avec Gabrielle de Calvière, dont :
  - Louis de Seguins-Pazzis (v 1670- v 1740), marquis d'Aubignan, marié en 1710 avec Victorine Sybille de Fortia d'Urban dont :
    - François-Nicolas de Seguins-Pazzis, marquis d'Aubignan, marié en I758 avec Marie-Hippolyte de Séguins de Piégon, sa cousine dont :
      - Paul Louis Antoine de Padoue de Seguins-Pazzis (1760-1849), marquis d'Aubignan, marié  en 1769 avec Angélique de La Briffe, dont :
        - Xavier-Edmond de Seguins-Pazzis (1799-1887), marquis d'Aubignan, marié en 1828 avec Léonide Fournier d'Armes, dont :
          - Henry de Seguins-Pazzis (1831-1917), marquis d'Aubignan, marié en 1858 avec Mathilde Henrys d'Aubigny, d'où postérité.
          - René de Seguins-Pazzis d'Aubignan, marié en 1865 avec Marie-Augusta Labbé de Champ, d'où postérité.

## Branche Seguins de Cabassole
- Antoine de Seguins (1665-?), fait marquis de Cabassole par bref pontifical de 1709, marié avec Madeleine Chabert d'Anselme, dont :
  - André-Joseph de Seguins (1724-?), marquis de Cabassole, marié avec Marie Anne de Vincenti de Montséveny, dont :
    - Guillaume de Seguins (v 1787-1844), dernier marquis de Cabassole, marié avec Louise-Françoise de la Baume-Beaulieu.

## Branche Seguin de Piégon
- Gabriel-Marie de Seguin (1602-?), reçu chevalier de l'Ordre de Malte en 1623, co-seigneur de Piégon, marié en 1631 avec Marguerite de Saint-Martin, dont :
  - François de Seguin (1653-1713), contrôleur général de la Maison de Condé, seigneur de Lapérigouze, marié en 1696 avec Jeanne des Hayes, dont :
    - Étienne de Seguin (1705-1783), lieutenant-colonel d'infanterie, major du Régiment de Saintonge, marié en 1727 avec Marie-Anne Daguindeau, dont :
      - Étienne Pierre de Seguin de Piégon (1729-1797), officier des Troupes de la Compagnie des Indes, chevalier de l'Ordre de Saint-Louis, seigneur de Piégon, marié en 1756 avec Françoise de La Roche du Ronzet, dont :
        - Étienne René de Seguin de Piégon (1758-1795), élève de la Flèche, lieutenant, s.p.
        - Auguste de Seguin de Piégon (1760-1832), capitaine d'infanterie, directeur de la Poste du Gouvernement britannique à Madras (Inde), marié en 1786 avec Perrine Le Ridé, dont :
          - John (de) Seguin (1801-1850), directeur de la Poste anglaise à Pondichéry, marié en 1830 avec Anne Hampton-Thomas, s.p.

## Personnalités
- Hubert Marie Jean Albert de Seguins Pazzis d'Aubignan (1913-1994), général de corps d'armée ;
- Camille Adèle Léa de Seguins Pazzis d'Aubignan (1978- ), actrice française.

## Terres
- Piégon, Vassieux, Flesc, Mirmande, Blacons en Dauphiné, Saint-Marcellin, Saint-Romain-en-Viennois, Venasque, Saint-Didier, Le Barroux, La Roque-sur-Pernes, Aubignan, Loriol, Meyras, Saint-Jean, Saint-Sauveur en comtat Venaissin et en principauté d'Orange, Malijay et les Baumettes.

## Château
- château de Seguins-Pazzi à Aubignan (démoli sous la Révolution)

## Titres
- Marquis de Cabassole par bref pontifical de 1709 (éteint en 1844)[3].
- Marquis d'Aubignan par bref pontifical de 1667[3],[2].

## Armes
- D'azur à la colombe huppée d’argent, essorante, becquée et onglée de gueules, accompagnée de sept étoiles d’or, quatre en chef et trois en pointe[3].